# Tony Woodley
Anthony Woodley, baron Woodley (né le 2 janvier 1948) est un syndicaliste britannique qui est le secrétaire général adjoint d'Unite, un syndicat formé par la fusion d'Amicus et du Transport and General Workers' Union, de 2007 à 2011. Malgré sa démission en tant que secrétaire général adjoint, il reste responsable de l'organisation pour Unite jusqu'en décembre 2013 et est toujours consultant auprès du syndicat. Il est auparavant secrétaire général du syndicat des transports et des travailleurs généraux (T&G) de 2004 à 2007.
Il est créé pair à vie en novembre 2020 avec le titre baron Woodley, de Wallasey dans le district métropolitain de Wirral après avoir initialement décliné la pairie.

## Jeunesse
Né à Wallasey, Cheshire (aujourd'hui Merseyside), il fait ses études dans une école secondaire moderne sur le Wirral. À l'âge de 15 ans, il est embauché par la Ocean Steam Ship Company, où il travaille comme intendant pendant quatre ans. En 1967, il commence à travailler pour Vauxhall Motors à Ellesmere Port, où il rejoint le TGWU.

## Syndicaliste
En 1980, il est élu comme responsable syndical à plein temps; son père George a également été responsable du syndicat à l'usine pour le Syndicat national des constructeurs de véhicules. Il est également nommé fonctionnaire de district à plein temps du TGWU en 1989, devenant plus tard le responsable national du groupe de construction de véhicules et d'automobile, et est élu secrétaire général adjoint du TGWU en 2002.
Il arrive au niveau national lorsque, le 30 mai 2003, il est élu pour succéder à Bill Morris au poste de secrétaire général du TGWU. Il obtient 66 958 voix, 21 822 de plus que le deuxième candidat Jack Dromey, largement perçu comme le candidat blairiste. Il est considéré comme un membre de la soi-disant « brigade maladroite » de dirigeants syndicaux opposés aux politiques du New Labour qu'ils considèrent comme allant à l'encontre des intérêts des travailleurs.
Il est ensuite l'un des deux secrétaires généraux conjoints d'Unite, qui est formé après une fusion entre le TGWU et Amicus. Il quitte ce poste en janvier 2011.
Lors de la conférence du parti travailliste de 2009, Woodley déchire un exemplaire du journal The Sun alors qu'il prononce un discours . Cela fait suite à l'annonce par le journal qu'ils soutiendraient le Parti conservateur aux élections générales de 2010, après avoir soutenu le Parti travailliste vainqueur aux trois élections précédentes.

## Vie privée
Woodley est également le président de Football Conference North, côté Vauxhall Motors FC, bien qu'il soit un supporter d'enfance de l'Everton FC. Il habite à Ellesmere Port. Il épouse Janet Timmis et ils ont un fils (né en septembre 1990).